# Loris Karius
Loris Sven Karius (Biberach, 22 de junio de 1993) es un futbolista alemán que juega como guardameta en el F. C. Schalke 04 de la 2. Bundesliga.

## Trayectoria
Karius comenzó en la SG Mettenberg a jugar al fútbol y se unió en 2001 a las categorías inferiores del SSV Ulm 1846. En julio de 2005 se trasladó a la cantera del VfB Stuttgart. En julio de 2009 se trasladó a Inglaterra para jugar en los equipos inferiores del Manchester City Football Club.
En agosto de 2011 fue cedido al 1. FSV Maguncia 05 para continuar con su formación en su equipo filial. El 11 de enero de 2012 el equipo alemán firmó en propiedad al guardameta.
El 1 de diciembre de 2012, en el partido contra el Hannover 96 (2-1), entró desde el banquillo en el minuto 52 y debutó en la portería del primer equipo del Maguncia 05 con apenas 19 años y cinco meses.
El 10 de noviembre de 2013 volvió a la titularidad en Bundesliga y, desde entonces, continuó siéndolo hasta su marcha al final de la temporada 2015-16. En su última temporada en el club alemán fue elegido segundo mejor guardameta de la Bundesliga, tras Manuel Neuer, y por delante de Timo Horn y Bernd Leno.
El 24 de mayo de 2016, fue presentado como nuevo refuerzo para la portería del Liverpool Football Club. El coste del fichaje rondó los seis millones de euros. El 20 de septiembre hizo su debut en un partido de Copa de la Liga ante el Derby County. Cuatro días más tarde debutó en Premier League en una victoria (5-1) ante el Hull City. Un mes después, Klopp confirmó que Karius era el portero titular del equipo por delante de Mignolet. Sin embargo, a mediados de diciembre perdió la titularidad para el resto de la temporada en favor del belga.
En la siguiente temporada, fue seleccionado como el guardameta titular en Liga de Campeones, mientras que en Premier League permaneció como segunda opción. Sin embargo, a partir del 14 de enero, fue la primera opción para ambas competiciones.
Fue titular en el equipo que jugó la final de la Liga de Campeones 2018 celebrada en Kiev, donde tuvo una actuación muy controvertida en la derrota por 3 a 1 ante el Real Madrid al fallar en dos de los tres goles. Días más tarde, tras un estudio médico al que se sometió en el Hospital General de Massachussetts, se confirmó que el jugador había sufrido una conmoción cerebral durante la final después de un lance con Sergio Ramos en el minuto 49. Este incidente tuvo lugar dos minutos antes del primero de sus fallos en el que, tras sacar con la mano, el balón fue interceptado por el pie de Karim Benzema adelantando así al equipo español en la final.
El 25 de agosto de 2018 fue cedido al Beşiktaş Jimnastik Kulübü por dos temporadas. El 2 de septiembre debutó en la Superliga de Turquía en un encuentro que acabó empate a uno ante el Bursaspor. El 4 de mayo de 2020 el propio jugador comunicó que había puesto punto final a su etapa en el conjunto turco.
El 28 de septiembre de 2020 regresó al fútbol alemán para jugar cedido durante la temporada 2020-21 en el F. C. Union Berlin. Tras la misma volvió a Liverpool, donde siguió un año más pero sin tener minutos.
El 12 de septiembre de 2022 firmó un contrato con el Newcastle United F. C. hasta el mes de enero con la opción extenderlo hasta final de temporada, algo que sucedió el 19 de enero. Posteriormente volvió a prorrogar su vinculación para una segunda campaña. Se marchó una vez esta terminó después de haber jugado dos partidos, uno de ellos la final de la Copa de la Liga 2022-23.
El 14 de enero de 2025, tras haber iniciado la temporada sin equipo, fichó por el F. C. Schalke 04 con un contrato hasta el mes de junio.

## Selección nacional
Su debut en la selección alemana sub-16 se produjo, el 16 de septiembre de 2009, en un partido amistoso contra Bélgica (5-0). Con la selección Sub-17 participó en el Torneo de Cuatro Naciones en 2009, donde jugó contra Serbia (1-0).
El 18 de noviembre de 2014 jugó su único partido como internacional sub-21. Karius salió en el minuto 46 en sustitución de Timo Horn.

## Estadísticas

### Clubes
Actualizado al último partido disputado el 1 de agosto de 2025.
| Club | Div.          | Temporada     | Liga  | Liga  | Copas nacionales(1) | Copas nacionales(1) | Copa de la Liga(2) | Copa de la Liga(2) | Torneos internacionales(3) | Torneos internacionales(3) | Total | Total |
| Club | Div.          | Temporada     | Part. | Goles | Part.               | Goles               | Part.              | Goles              | Part.                      | Goles                      | Part. | Goles |
| --- | ------------- | ------------- | ----- | ----- | ------------------- | ------------------- | ------------------ | ------------------ | -------------------------- | -------------------------- | ----- | ----- |
| 1. FSV Maguncia 05 II · Alemania | 4.ª           | 2011-12       | 18    | 0     | —                   | —                   | —                  | —                  | —                          | —                          | 18    | 0     |
| 1. FSV Maguncia 05 II · Alemania | 4.ª           | 2012-13       | 6     | 0     | —                   | —                   | —                  | —                  | —                          | —                          | 6     | 0     |
| 1. FSV Maguncia 05 II · Alemania | 4.ª           | 2013-14       | 3     | 0     | —                   | —                   | —                  | —                  | —                          | —                          | 3     | 0     |
| 1. FSV Maguncia 05 II · Alemania | Total club    | Total club    | 27    | 0     | —                   | —                   | —                  | —                  | —                          | —                          | 27    | 0     |
| 1. FSV Maguncia 05 · Alemania | 1.ª           | 2011-12       | 0     | 0     | 0                   | 0                   | —                  | —                  | 0                          | 0                          | 0     | 0     |
| 1. FSV Maguncia 05 · Alemania | 1.ª           | 2012-13       | 1     | 0     | 0                   | 0                   | —                  | —                  | —                          | —                          | 1     | 0     |
| 1. FSV Maguncia 05 · Alemania | 1.ª           | 2013-14       | 23    | 0     | 0                   | 0                   | —                  | —                  | —                          | —                          | 23    | 0     |
| 1. FSV Maguncia 05 · Alemania | 1.ª           | 2014-15       | 33    | 0     | 1                   | 0                   | —                  | —                  | 2                          | 0                          | 36    | 0     |
| 1. FSV Maguncia 05 · Alemania | 1.ª           | 2015-16       | 34    | 0     | 2                   | 0                   | —                  | —                  | —                          | —                          | 36    | 0     |
| 1. FSV Maguncia 05 · Alemania | Total club    | Total club    | 91    | 0     | 3                   | 0                   | —                  | —                  | 2                          | 0                          | 96    | 0     |
| Liverpool F. C. Inglaterra | 1.ª           | 2016-17       | 10    | 0     | 3                   | 0                   | 3                  | 0                  | —                          | —                          | 16    | 0     |
| Liverpool F. C. Inglaterra | 1.ª           | 2017-18       | 19    | 0     | 1                   | 0                   | 0                  | 0                  | 13                         | 0                          | 33    | 0     |
| Liverpool F. C. Inglaterra | 1.ª           | 2021-22       | 0     | 0     | 0                   | 0                   | 0                  | 0                  | 0                          | 0                          | 0     | 0     |
| Liverpool F. C. Inglaterra | Total club    | Total club    | 29    | 0     | 4                   | 0                   | 3                  | 0                  | 13                         | 0                          | 49    | 0     |
| Beşiktaş J. K. Turquía | 1.ª           | 2018-19       | 30    | 0     | 0                   | 0                   | —                  | —                  | 5                          | 0                          | 35    | 0     |
| Beşiktaş J. K. Turquía | 1.ª           | 2019-20       | 25    | 0     | 2                   | 0                   | —                  | —                  | 5                          | 0                          | 32    | 0     |
| Beşiktaş J. K. Turquía | Total club    | Total club    | 55    | 0     | 2                   | 0                   | —                  | —                  | 10                         | 0                          | 67    | 0     |
| F. C. Union Berlin · Alemania | 1.ª           | 2020-21       | 4     | 0     | 1                   | 0                   | —                  | —                  | —                          | —                          | 5     | 0     |
| Newcastle United F. C. Inglaterra | 1.ª           | 2022-23       | 0     | 0     | 0                   | 0                   | 1                  | 0                  | —                          | —                          | 1     | 0     |
| Newcastle United F. C. Inglaterra | 1.ª           | 2023-24       | 1     | 0     | 0                   | 0                   | 0                  | 0                  | 0                          | 0                          | 1     | 0     |
| Newcastle United F. C. Inglaterra | Total club    | Total club    | 1     | 0     | 0                   | 0                   | 1                  | 0                  | 0                          | 0                          | 2     | 0     |
| F. C. Schalke 04 · Alemania | 2.ª           | 2024-25       | 4     | 0     | —                   | —                   | —                  | —                  | —                          | —                          | 4     | 0     |
| F. C. Schalke 04 · Alemania | 2.ª           | 2025-26       | 1     | 0     | 0                   | 0                   | —                  | —                  | —                          | —                          | 1     | 0     |
| F. C. Schalke 04 · Alemania | Total club    | Total club    | 5     | 0     | 0                   | 0                   | —                  | —                  | —                          | —                          | 5     | 0     |
| Total carrera | Total carrera | Total carrera | 212   | 0     | 10                  | 0                   | 4                  | 0                  | 25                         | 0                          | 251   | 0     |
| (1) Incluye datos de la Copa de Alemania, FA Cup y Copa de Turquía. (2) Incluye datos de la Copa de la Liga de Inglaterra. (3) Incluye datos de la Liga Europa y Liga de Campeones. |               |               |       |       |                     |                     |                    |                    |                            |                            |       |       |

## Vida personal
Desde mediados de 2022, mantiene una relación con la periodista italiana, Diletta Leotta.